# 冬季萨拉米香肠

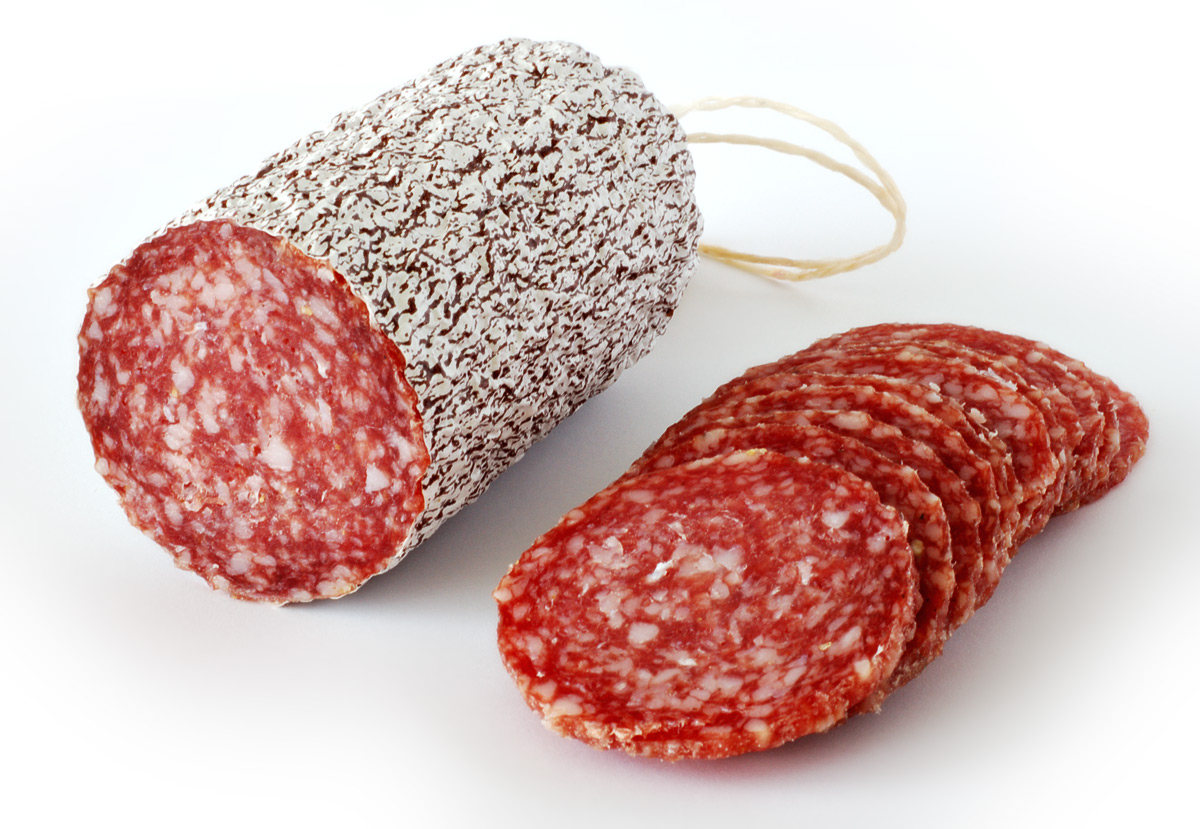
冬季萨拉米香肠

冬季萨拉米香肠是一种原于匈牙利的萨拉米香肠。已有一百多年的历史。最先由匈牙利塞格德的皮克塞格德公司于19世纪末，20世纪初发明。由猪肉和香料、胡椒、辣椒等调料，经过特殊的低温、烟熏、风干等工艺历时数月制成。塞格德的冬季萨拉米香肠，于2007年获得欧盟的原产地保护。至今为止，皮克塞格德是最成功的冬季萨拉米香肠生产商。